# 6631 Pyatnitskij
6631 Pyatnitskij هو كويكب، يقع ضمن حزام الكويكبات. اكتشف في 4 سبتمبر 1983.

## روابط خارجية
- 6631 Pyatnitskij في قاعدة بيانات مختبر الدفع النفاث لأجرام النظام الشمسي الصغيرة

- الاكتشاف · مخطط المدار ·  العناصر المدارية · المعلمات المادية

- 6631 Pyatnitskij على موقع ويكي سكاي: DSS2, SDSS, GALEX, IRAS, Hydrogen α, X-Ray, Astrophoto, Sky Map, Articles and images